# Житло
Житло́, осе́ля, домі́вка, поме́шкання — «приміщення, пристосоване, призначене для життя людей; дім, оселя; взагалі місце для проживання, перебування». Найдавнішому роду людського житла відповідає намет, в той час як типологія будівель і споруд народної архітектури включає: хати (постійне житло), колиби (сезонне житло), курені (тимчасове житло).
Складність може варіюватися від елементарної хатини до складної конструкції з дерева, цегли, бетону чи іншого матеріалу.

## Ознаки житла
1. Житло — це певне приміщення. Будь-якому житлу притаманно те, що це певна будівельна споруда капітального типу чи її частина. Житло має стіни, перекриття, підлогу, стелю, дах. До житла пред'являються певні санітарні та технічні норми, що в найзагальнішому вигляді закріплені у Житловому Кодексі. Інші розуміння і поняття житла мають суб'єктивний характер і воно не охоплюються правовим регулюванням житлових відносин.
2. Житлом є не будь-яке приміщення, а саме таке, що призначено для постійного чи тимчасового проживання людей. Основна відмінність житла від нежилих будівель полягає у різному їх призначенні. Перші призначені для постійного чи тимчасового проживання громадян (ст. 6 Житлового кодексу). Інші використовуються для потреб промислового характеру, як об'єкти інфраструктури, адміністративні заклади тощо. Призначення будь-якої будівлі визначається у технічному паспорті будівлі чи споруди, що ведеться за даними технічної інвентаризації. До житла, через його призначення, пред'являються спеціальні вимоги щодо санітарно-технічного стану. У разі порушення цього стану житла та неможливості його відновлення таке житло підлягає зносу чи переведенню у нежилий фонд. Це регламентоване «Положенням про обстеження стану жилих будинків з метою встановлення їх відповідності санітарним і технічним вимогам та визнання жилих будинків та жилих приміщень непридатними для проживання», яке затверджене постановою Ради Міністрів УРСР від 26.05.84р. № 189.
Житло завжди має цільове призначення. Воно розраховане саме для проживання людей. Це закріплено у ст. 6 Житлового Кодексу. Надання приміщень у жилих будинках для потреб промислового характеру забороняється.
3. Споруда повинна бути завершеним будівництвом. Якщо споруда не є завершеною будівництвом, це вже не житло, а незавершений будівництвом будинок. Про те, що будівництво є завершеним, зокрема, свідчить акт державної комісії про прийняття споруди в експлуатацію.
4. Приміщення повинно у встановленому порядку бути віднесено до житлового фонду. Про це свідчить інвентаризаційна справа, яка ведеться на кожен з об'єктів житлового фонду. Крім того, у довідці-характеристиці БТІ, що є одним з необхідних документів при відчуженні житла, вказується, чи віднесена нерухомість до житлового фонду. Ст. 4 Житлового Кодексу встановлює, що житлові будинки, а також жилі приміщення в інших спорудах, що розташовані на території нашої країни, створюють житловий фонд. До житлового фонду не входять нежилі приміщення у житлових будинках, що призначені для торговельних, побутових та інших потреб непромислового характеру.

## Ознаки житлових будинків
Під житловими будинками розуміють будівлі, що характеризуються сукупністю таких ознак:
- відповідність будівель архітектурно-будівельним, санітарно-гігієнічним, протипожежним та іншим нормам і стандартам, що робить ці будівлі придатними для постійного проживання в них громадян;
- прийняття в експлуатацію комісією фахівців і спеціалістів зведеного будинку, що відповідає зазначеним умовам;
- реєстрація в органах місцевого самоврядування будівлі як житлової.

## Історія житла
В Україні у 1965 році було знайдене одне з найдавніших жител, що збереглися до сьогодні. За оцінками вчених, вік цієї оселі дорівнює приблизно 15 000 років. Це житло було зроблене з кісток мамонта; знахідка була зроблена в місті Межирічі, неподалік від Канева. Припускають, що житло було покрите шкурами мамонта. Це житло доби кроманьйонців було виявлене селянином, що копав фундамент на глибину 2 м.
Зараз житло кроманьйонців з Межирічі експонується в Палеонтологічному музеї імені В. О. Топачевського в Києві.
Архітектор Роберт Шуноер у своїй книзі «6000 років житла» визначає три основні категорії жител: житло, що виникло до міст; «східне міське» житло; «західне міське» житло.
До осель, що виникли до міст, відносяться тимчасові житлові споруди, такі як ескімоські іглу, напівстаціонарні будови типу пуебло та стаціонарні споруди типу гомстедів у Нової Англії.
До «східних міських» жител відносяться будинки древніх греків і римлян, традиційні міські будинки в Китаї, Індії та мусульманських містах.
До «західних міських» жител зараховуються середньовічні міські будинки, дуплекси епохи Відродження, а також будинки XIX і XX століть, зокрема м багатоквартирні. Цікавою новацією в будівництві житлових будинків на Заході стала система «Розумний» або «цифровий будинок» (англ. digital home). Ця система проголошується абсолютно новим підходом до будівництва справді комфортного і безпечного житла, що передбачає взаємодію людини з житловим простором. Система повинна вміти розпізнавати конкретні ситуації, що відбуваються в будівлі, й відповідним чином на них реагувати: одна з систем може керувати діяльністю інших за заздалегідь розробленим алгоритмом. Основною особливістю такої інтелектуальної будівлі є об'єднання окремих підсистем в єдиний керований комплекс.

## Житло в Україні

### Історія

Традиційна українська хата, село Пирогів.

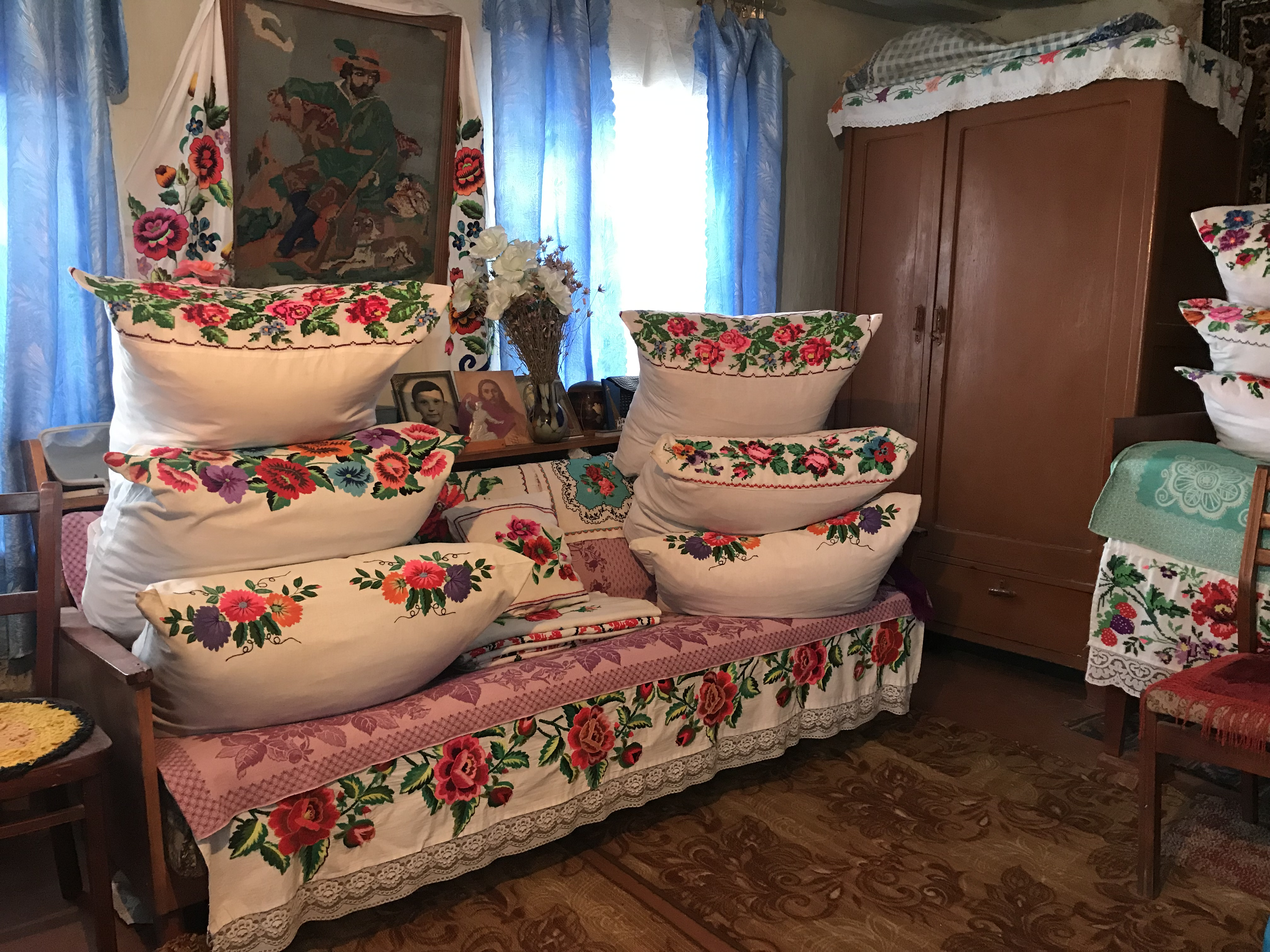
Кімната в українській хаті (Кіровоградська область)

Особливості природно-географічних, соціально-економічних та історичних умов різних реґіонів України зумовили різноманітність форм поселень, садиб та типів житла. На території України історично сформувалися три зони сільських поселень: північна, центральна та південна. Для спорудження їх використовували місцеві матеріали. На Поліссі віддавна будували з дерева, в лісостепу — з глини, соломи і дерева, каменю. Кожний матеріал по-своєму вплинув на загальну форму, художнє вивершення споруди.
Для більшої частини території України характерний один тип відомого нам традиційного житла. Підставою для нього слід вважати осіле землеробське життя, побут і пов'язані з цим обряди та звичаї. Тому чи на півдні, чи на півночі, з якого б матеріалу хати не будувалися, всюди в загальних рисах вони подібні. Це вказує на те, що їхній тип виробився в середній лісостеповій зоні, тобто на Волині, Поділлі, Середньому Подніпров'ї, де під руками були одночасно обидва матеріали — глина і дерево.
Давні аналоги української хати можна знайти у пам'ятках багатьох археологічних культур, починаючи з трипільської, що існувала на території нинішнього Правобережжя від Києва до Кременчука, захоплюючи середню і нижню течії Південного Бугу, Дністра й Пруту. Російський археолог В. Городцов писав, що «українські хати-мазанки — це тільки поліпшений варіант трипільської глиняної будівлі».
Найдавнішим типом житла в Україні була напівземлянка. Це було примітивне однокамерне курне зрубне житло, крите очеретом або дерном. У період Київської Русі почали з'являтись наземні житла, але вони не витіснили напівземлянок, а існували нарівні з ними.
За планувальною структурою житла періоду Київської Русі поділяються на три основні групи: однокамерний зруб або кліть (основна житлова частина); двокамерний зруб, що складається з більшого, наближеного до квадрата приміщення з піччю, і меншого — сіней; трикамерний зруб, який складається з ізби, сіней і кліті, що згодом отримала в Україні назву: «дві хати через сіни».
Приблизно в XIII—XIV ст. напівземлянка почала поступово зникати з теренів України. На зміну їй прийшла класична українська білена хата. Спочатку вона була однокамерна, кругла (квадратна) або прямокутна з гостроверхим чи чотирисхилим дахом та земляною підлогою. Деякі дослідники вважають, що таке житло прийшло до нас зі Степу, де такі хижі зводились кочовими народами для тимчасового прожиття. Тип української хати належить до так званого Breithaus («широкий житловий будинок»), відомого з Передньої Азії та Кавказу. Пізніше хату почали вдосконалювати. До неї добудовували сіни, комору і ґанок. Так із непримітної хижі, українська хата стала справжнім витвором мистецтва, яку будуть оспівувати письменники, чужоземні мандрівники і народні піснярі.
Не стояли на місці і міста. На схилі Середньовіччя на заході України почали будувати кам'яниці, які нічим не відрізнялись від жител західноєвропейських міщан. На сході ж міські будинки зберегли свій архаїчний вигляд, подібний до сільських хат, які були основним типом житла в містах аж до кінця XVIII ст.
Народна основа житла служила базою і для житла багатших людей в XV—XVII ст. Старшинські та гетьманські будинки були простими. Це були звичайні хати на дві половини (світлиці з кімнатами, а посередині сіни), в кожній світлиці по чотири вікна і тільки зовнішній вигляд будівлі з «ґанками» навколо, з віконницями, горищами над рундуками і над коморами, відрізняв їх від хати заможного козака. Форми дахів, і конструктивні деталі — аркади, галереї, а також їхнє декоративне оформлення — істотно не відрізнялися від масового народного сільського будівництва.
До кінця XVIII ст. українська хата виглядала досить бідно. Багато сільських будинків були на пів метра заглиблені у землю, худоба юрмилася разом із господарями у невеликій кімнаті. У південних регіонах до того часу досі жили в бурдюгах. Така бідність пов'язувалася з закріпаченням населення, яке тривало з XV до XIX ст. Соціально-економічні проблеми довгий час не давали змогу селянам розвивати житло, тому воно мало змінилось за 500 років. Хати будували з підручних матеріалів, найчастіше з плетеного хворосту, який обмазували глиною, білили та сяк-так покривали очеретом як дах. Вищих верств місцевого населення та іноземних мандрівників дуже дивувало те, що українські селяни досі живуть у глинобитних хижах, які зникли з теренів західної Європи ще у XIV ст.
Справжнім проривом у будівництві хати стало ХІХ ст. Замість одного, з'явилось два житлових приміщення. Часто прибудовувався ванькир, який використовувався як кухня чи спальня. Житла більше не заглиблювались у землю, а гарно розписувались і білились, худоба жила в хлівах і стайнях.
Українська хата була не тільки архітектурним об'єктом, а й своєрідним знаком, що віддавна виконував естетичну і символічну функції. Так, вже, на перший погляд, можна було визначити ступінь заможності й уподобання господаря. Зручність розташування будинку свідчила про шанування господарем певних народних звичаїв; чисто підведені призьба, стіни, вікна характеризували добру і чепуристу господиню.
Важливе місце у традиційній свідомості має уявлення про свою хату: «своя правда», «у своїй хаті кожний пан». Власна господа була простором для більшої волі в діях. Тому вона сприймалася як рідна. У народних піснях маємо безліч прикладів того, що «де хата, там і паніматка». Глибоке відчуття своєї хати, правди, сили і волі підводить до універсальної потужної ідеї — Матір, Хата, Батьківщина. А це переконує у великому значенні «хати» як символу.

## Недоторканість житла
Житло в Україні є недоторканим. Незаконне проникнення до житла чи до іншого володіння особи, незаконне проведення в них огляду чи обшуку, а так само незаконне виселення чи інші дії, що порушують недоторканність житла громадян є злочинним та карається згідно з Кримінальним кодексом України.
Організація Об'єднаних Націй встановила мінімум квадратних метрів на одну людину — 30 квадратів.

## Економіка
Згідно з дослідженням, проведеним МВФ (2014), незважаючи на глобальну фінансову кризу, останніми роками ціни на житло в багатьох країнах вищі за середній історичний рівень.

## Енергоефективність

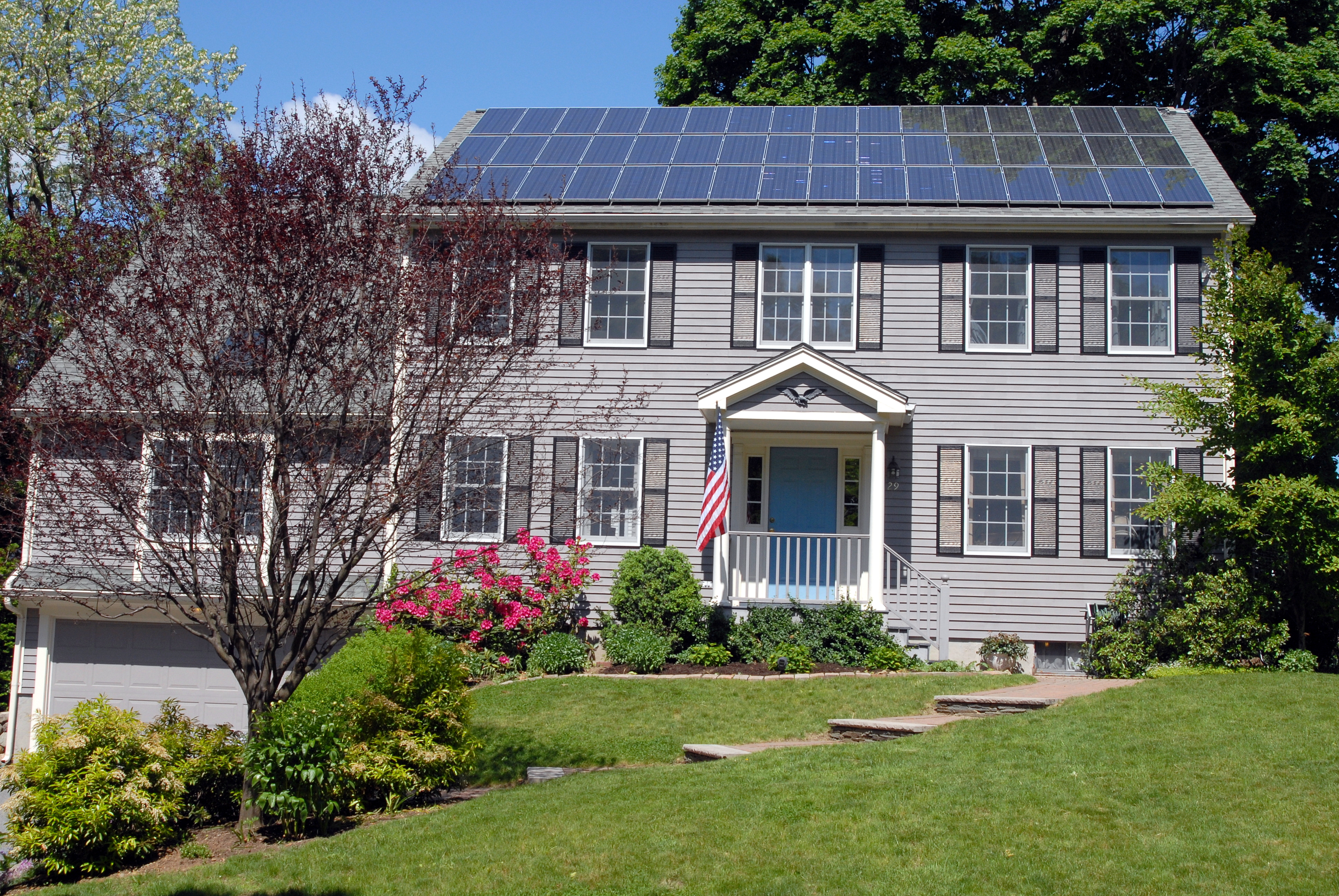
Будинок із сонячними панелями на покрівлі в Бостоні

У зв'язку зі зростанням споживання енергоресурсів та загрозою їх вичерпання, у XXI столітті було вжито багато заходів для підвищення ефективності використання та скорочення втрат енергії, зокрема і в оселях. Підвищилися вимоги до теплоізоляції та природної освітленості, почався перехід від ламп розжарювання до більш економічних освітлювальних приладів. Почалося використання спеціального скла, що знижує втрати тепла через вікна. Дедалі частіше використовуються відновлювані джерела енергії: сонячна, вітрова, дощова, приливна, геотермальна. Вже існують будинки, що повністю забезпечують себе енергією зі своїх сонячних батарей або вітряків.

## Сейсмостійкість

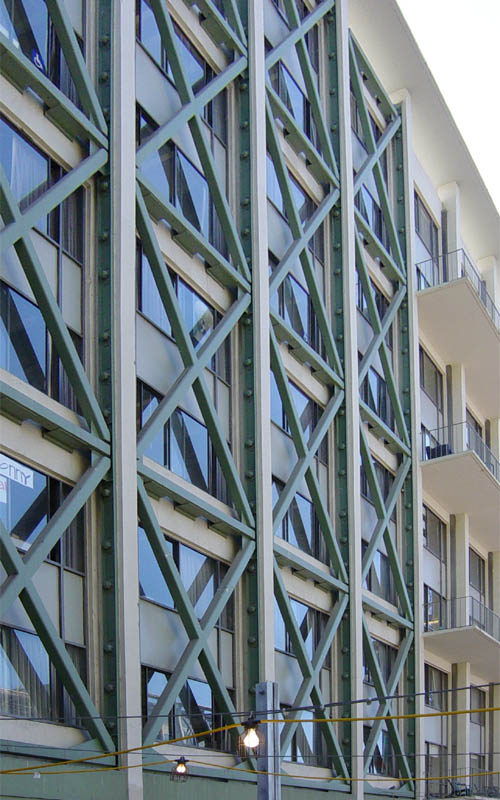
Зовнішній антисейсмічний каркас у Каліфорнійському університеті у Берклі.

Будівництво сейсмостійких будівель, здатних витримати землетруси, зазвичай починається з дослідження сейсмічності району, в якому вони будуть зведені. У сейсмічно небезпечних районах проведення таких досліджень (вишукувань) та дотримання нормативів сейсмостійкості під час проєктування та будівництва часто є обов'язковим за законом. У Болгарії такий закон було вперше прийнято 1957 року. У Японії дозволяється робити сейсмостійкою не цілу будівлю, а окреме приміщення, яке зможе послужити притулком для мешканців під час землетрусу.
Часто нові будівельні конструкції проходять випробування на сейсмостійкість у лабораторіях на спеціальних стендах, що імітують землетрус.

## Ідентифікація та символіка
З ростом щільності поселень люди винайшли способи ідентифікації будинків і земельних ділянок. Окремі будинки іноді отримують власні назви, а ці імена, своєю чергою, можуть набувати значного емоційного відтінку. За більш систематичного та загального підходу до ідентифікації будинків можна використовувати різні методи нумерації будинків.
Будинки можуть виражати обставини або думки їхніх будівельників чи мешканців. Так, великий і вишуканий будинок може слугувати ознакою помітного багатства, тоді як скромний будинок, збудований з перероблених матеріалів, може свідчити про підтримку енергозбереження. Будинки, що мають особливе історичне значення (наприклад, колишні резиденції відомих людей або просто дуже старі будинки), можуть отримати охоронний статус у містобудуванні як приклади архітектурної спадщини або вуличного ландшафту. На таких будівлях можуть бути встановлені пам'ятні дошки. Володіння житлом є загальноприйнятим показником добробуту в економіці.Навпаки, після багатьох стихійних лих великого значення набувають руйнування будинків, будівництво наметових містечок і відновлення будинків.

## Будинки для тварин
Люди часто будують будинки для свійських або диких тварин, які часто нагадують зменшені варіанти людських домівок. До звичних будиночків для тварин, побудованих людьми, відносяться шпаківні, курники та собачі будки, тоді як сільськогосподарські тварини, які містяться, частіше живуть у хлівах і стайнях.

## Музеї жител
За зразком Стокгольмського скансена за останні сто років поширилися музеї архітектури й побуту, в яких серед іншого демонструються типи традиційних жител різних регіонів. Найбільшими музеями такого типу в Україні є:
- Музей народної архітектури та побуту України
- Музей народної архітектури та побуту Прикарпаття
- Шевченківський гай у Львові
- Музей архітектури і побуту «Старе село» (Закарпаття)

## Галерея

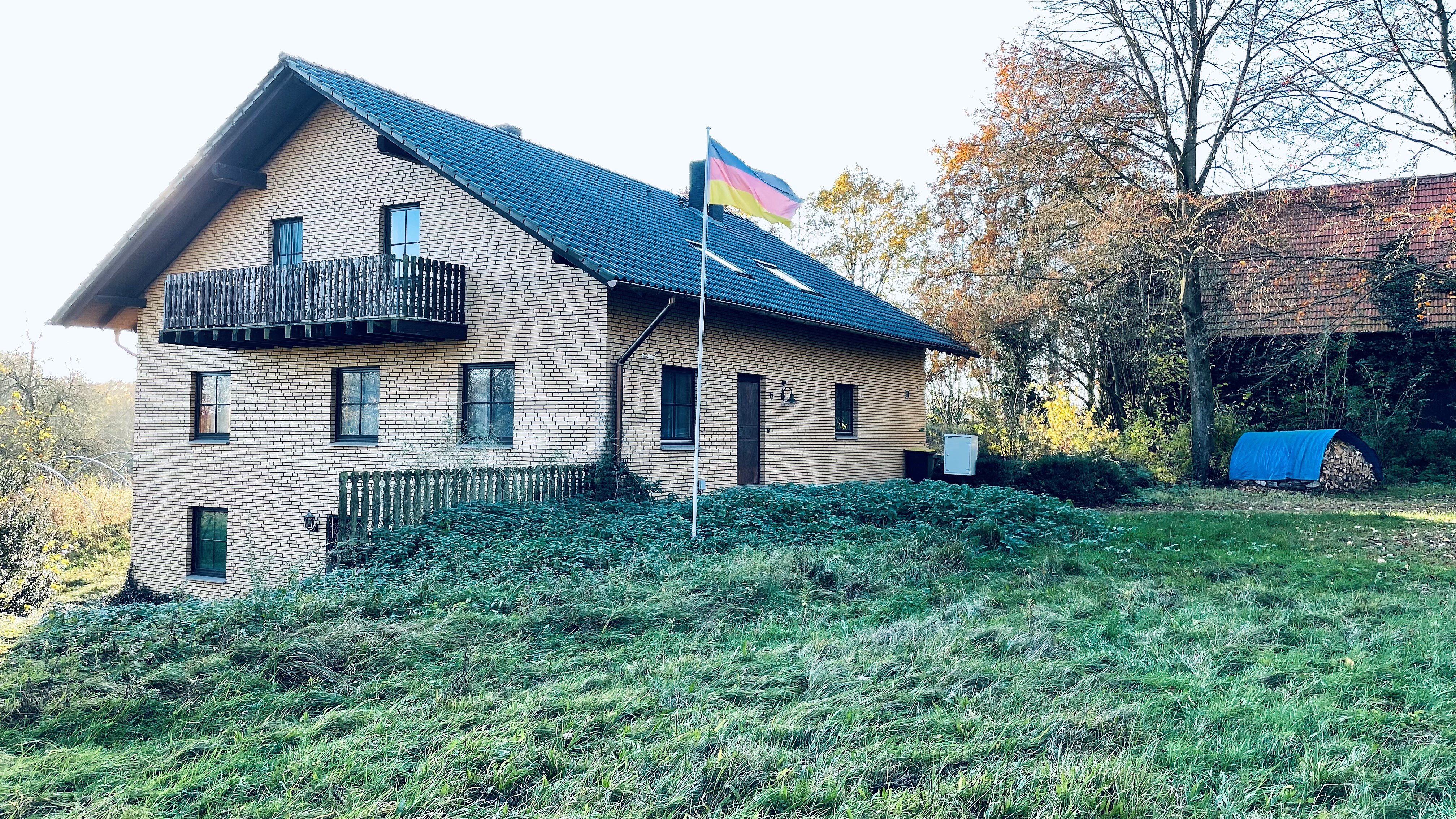
Сучасний земельний будинок в Німеччині
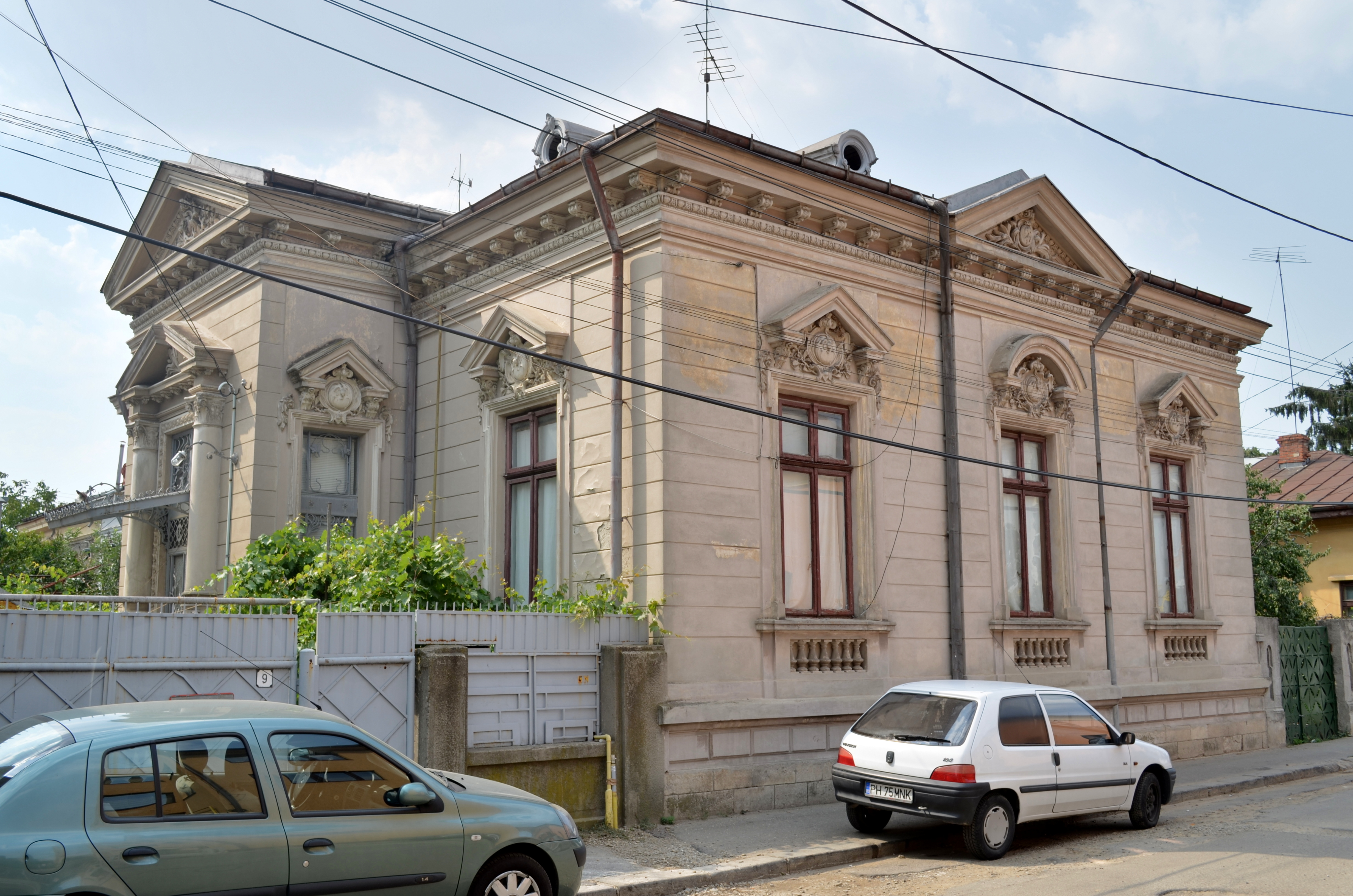
Будинок Belle Époque Іона Попеску з Плоєшті, Румунія
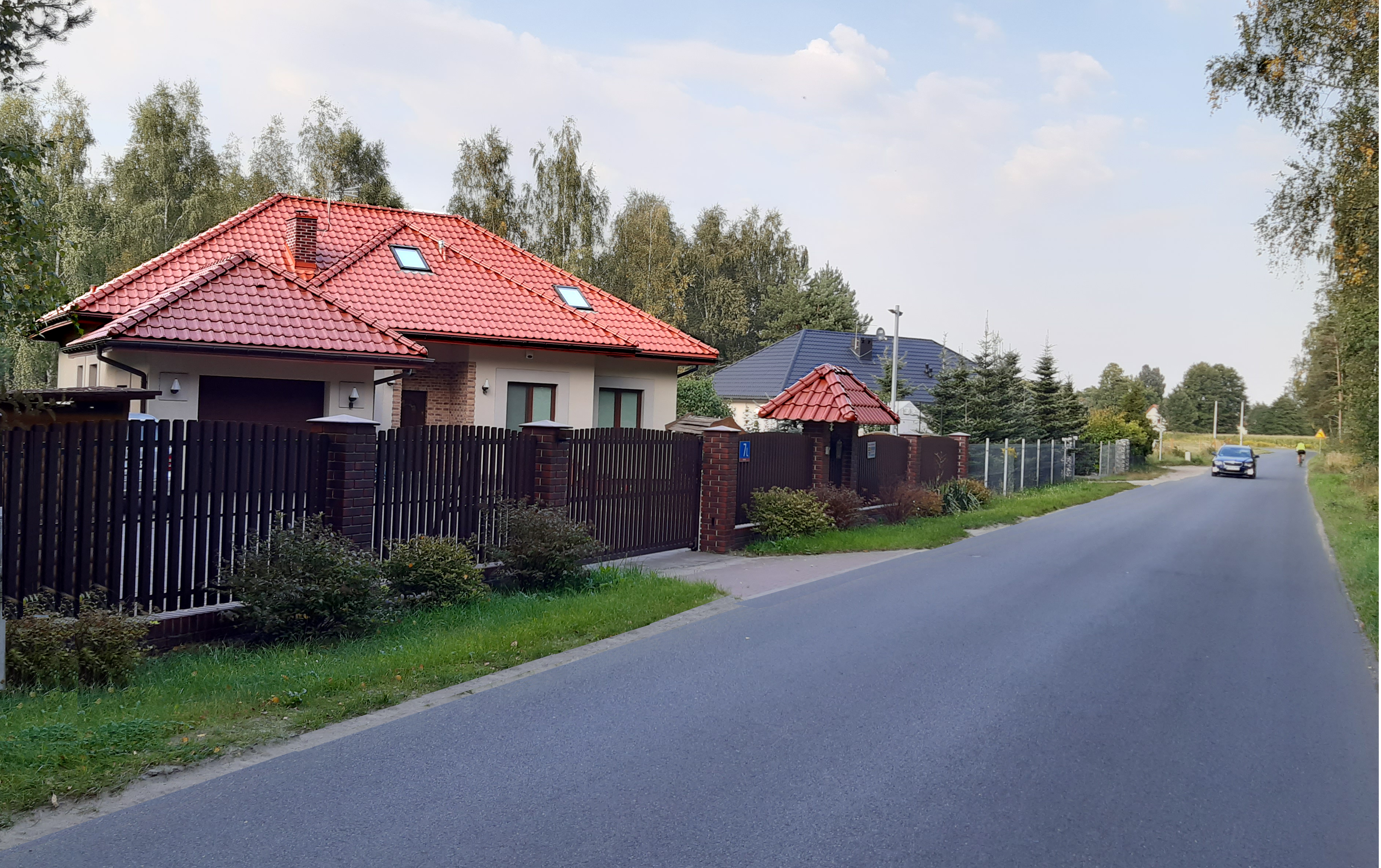
Сучасний заміський будинок в Польщі
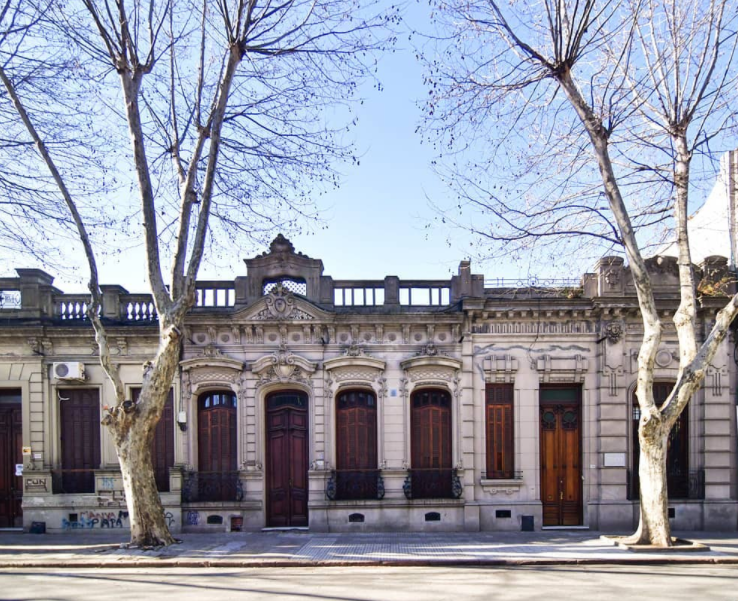
Стандартні монтевідські будинки в Уругваї
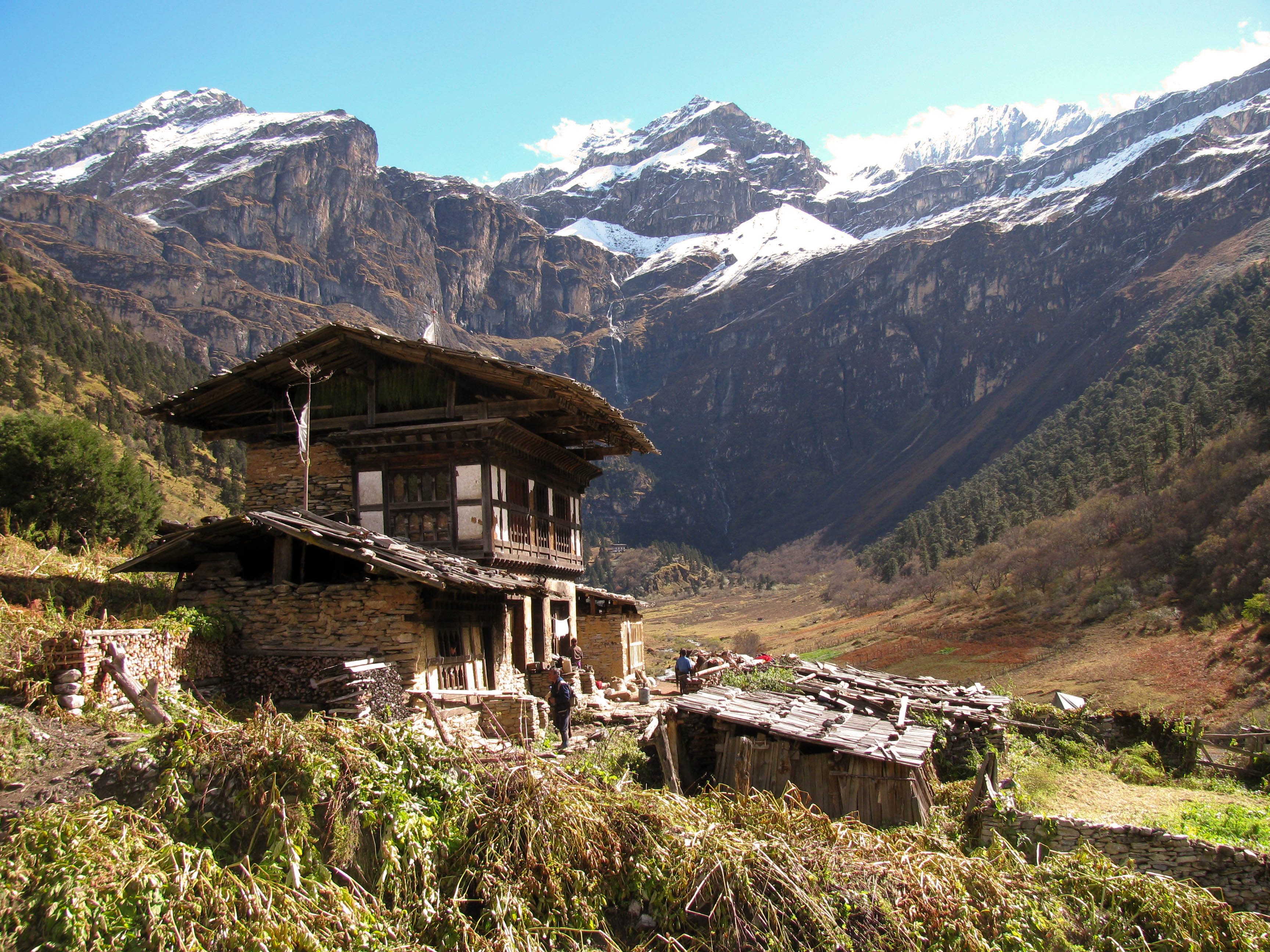
Ферма в Бутані
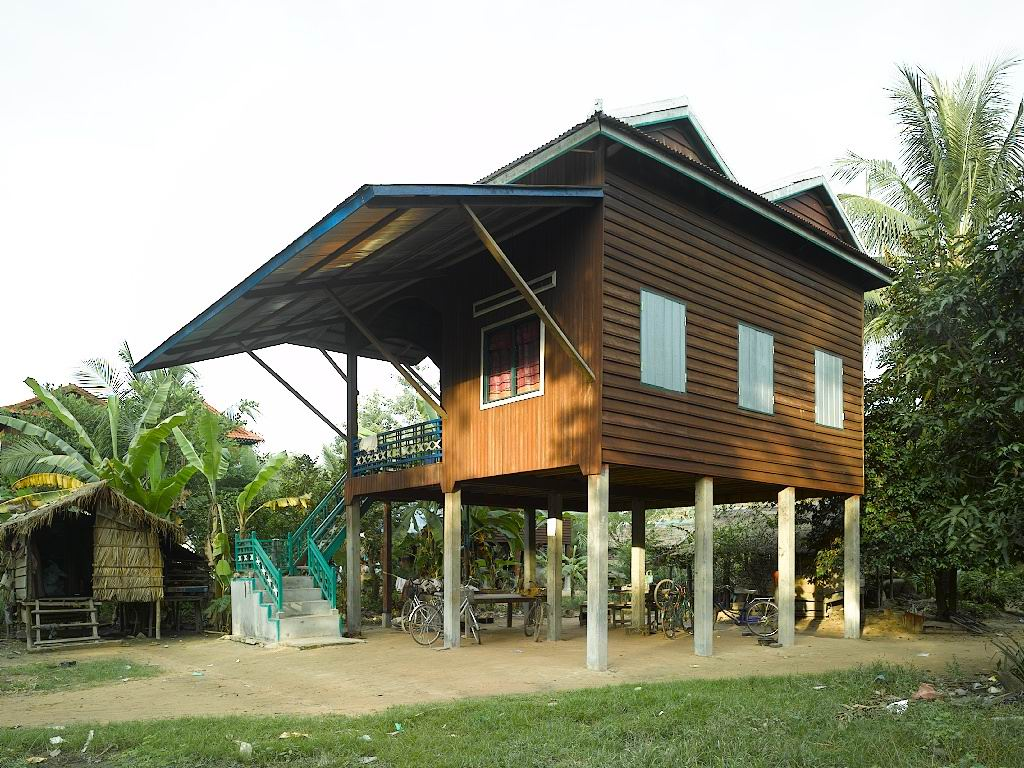
Кхмерський будинок в Камбоджі
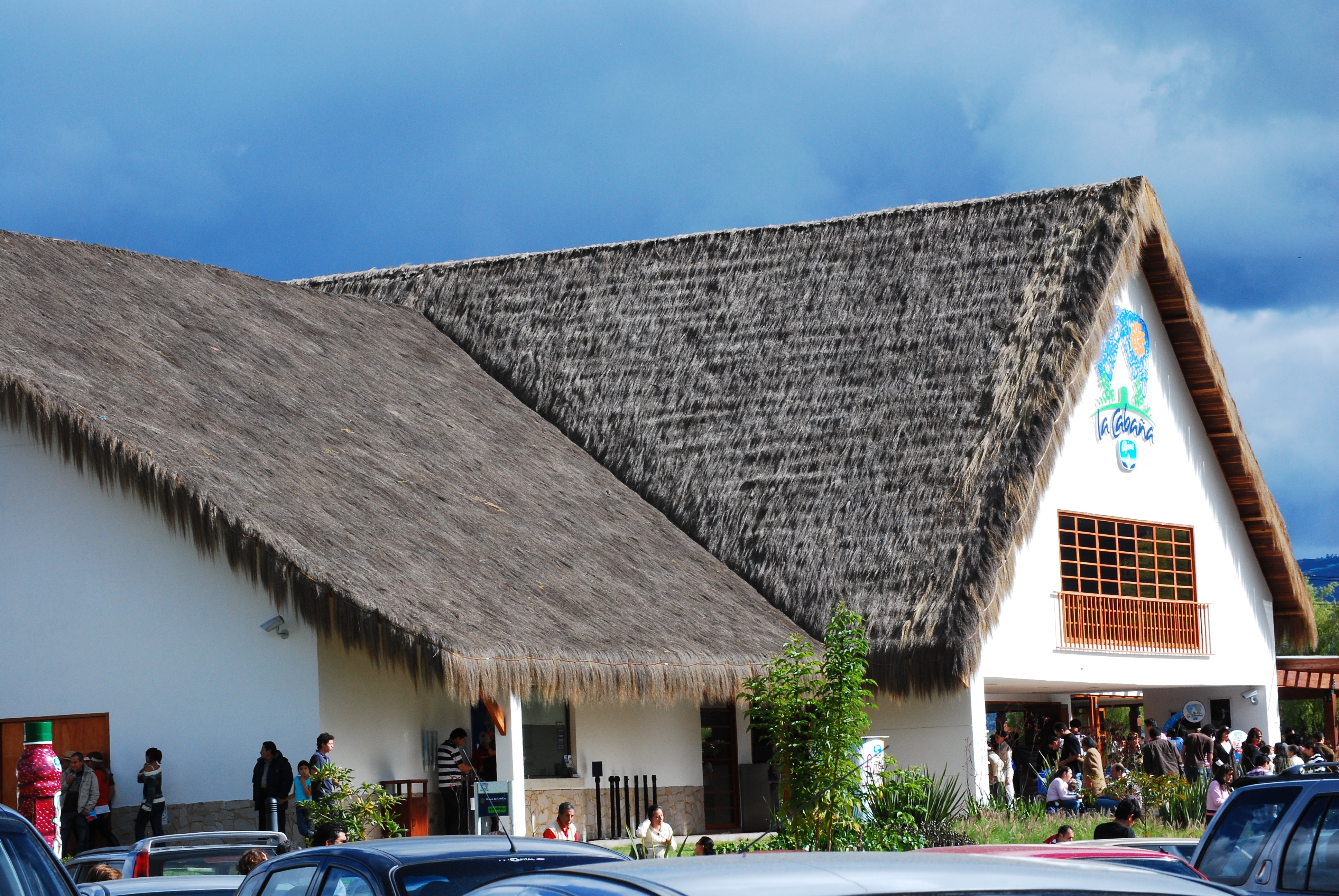
Традиційний будинок в Колумбії
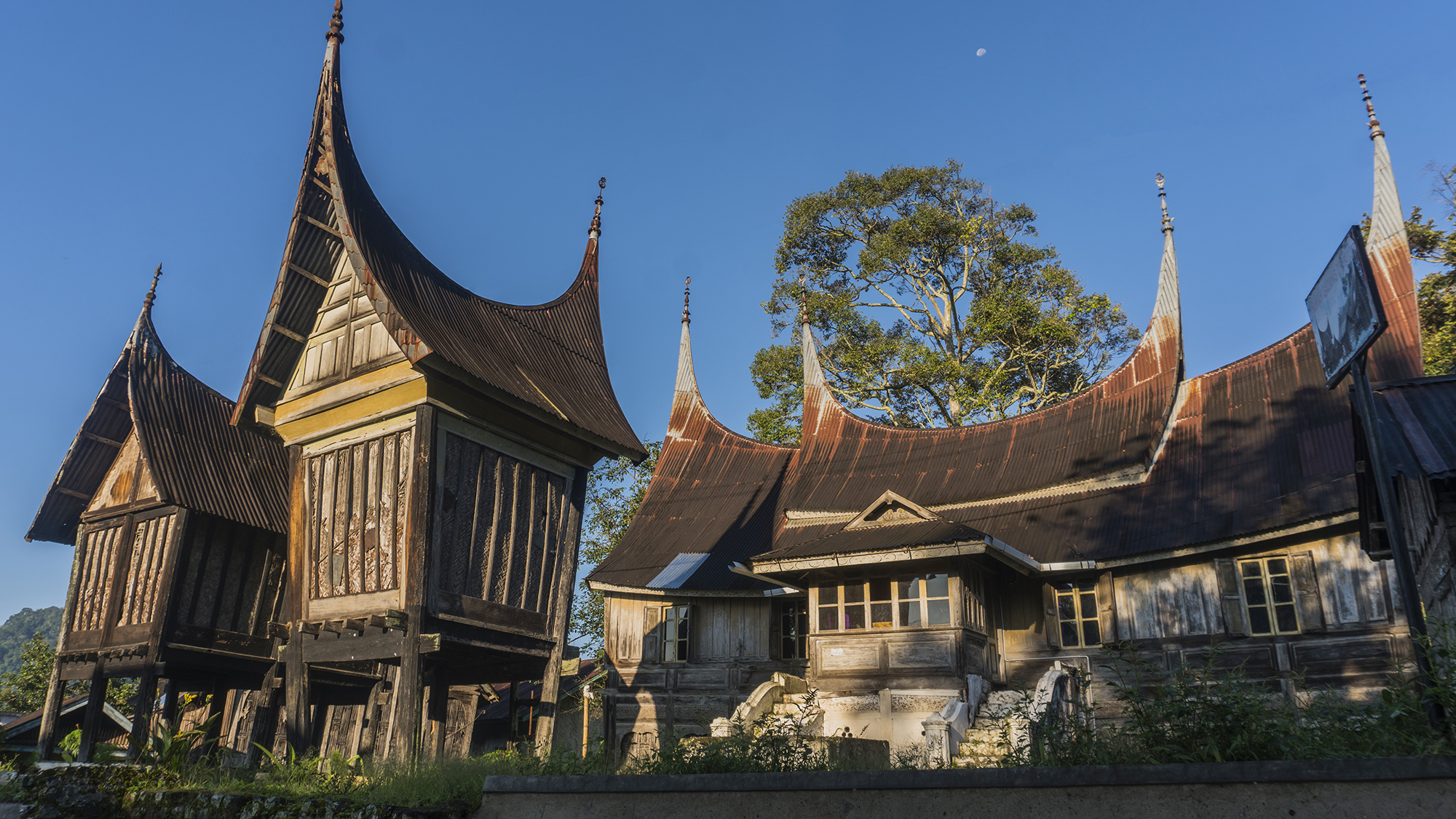
Традиційний будинок мінангкабау в Індонезії
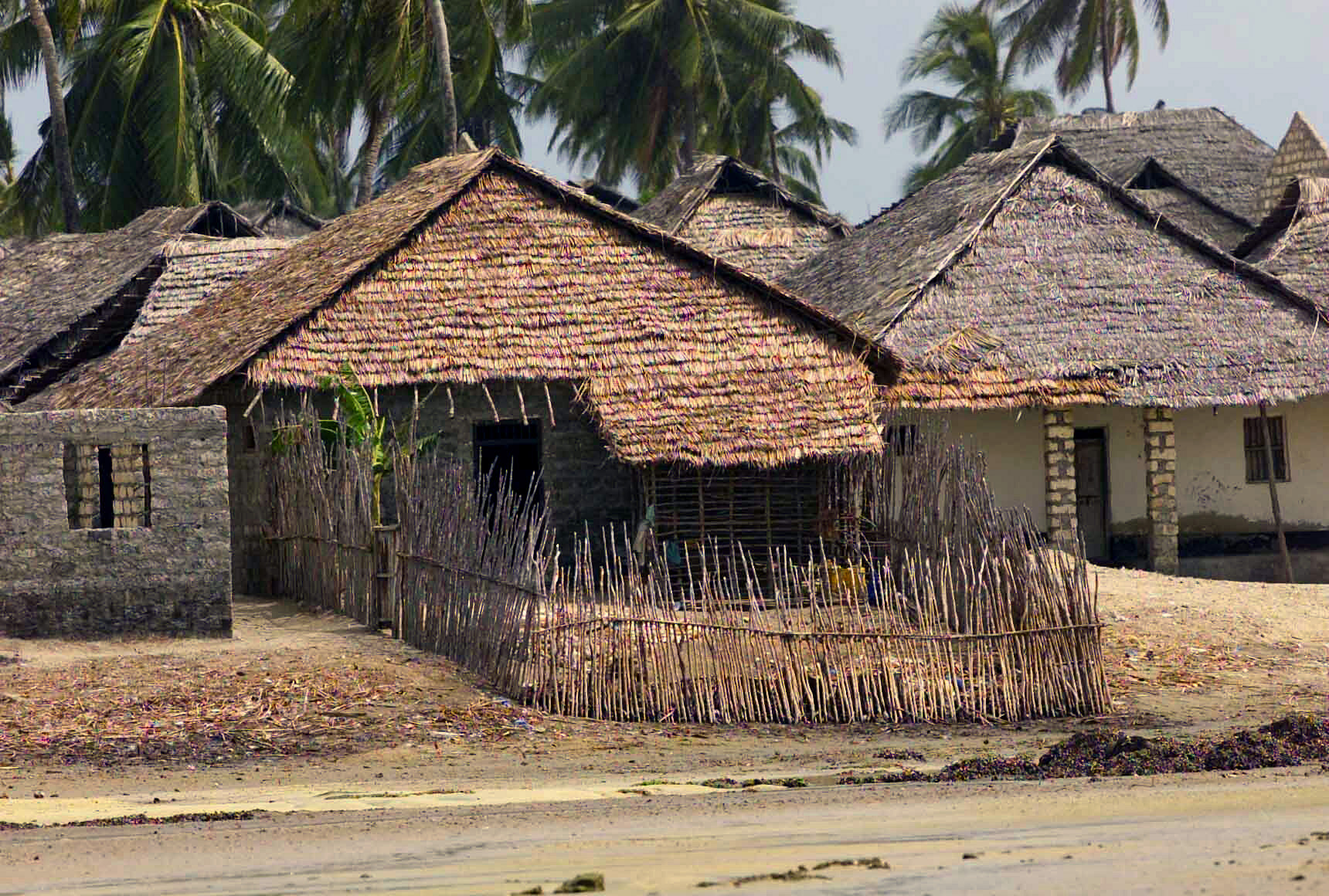
Традиційні будинки в Фаза, Кенія
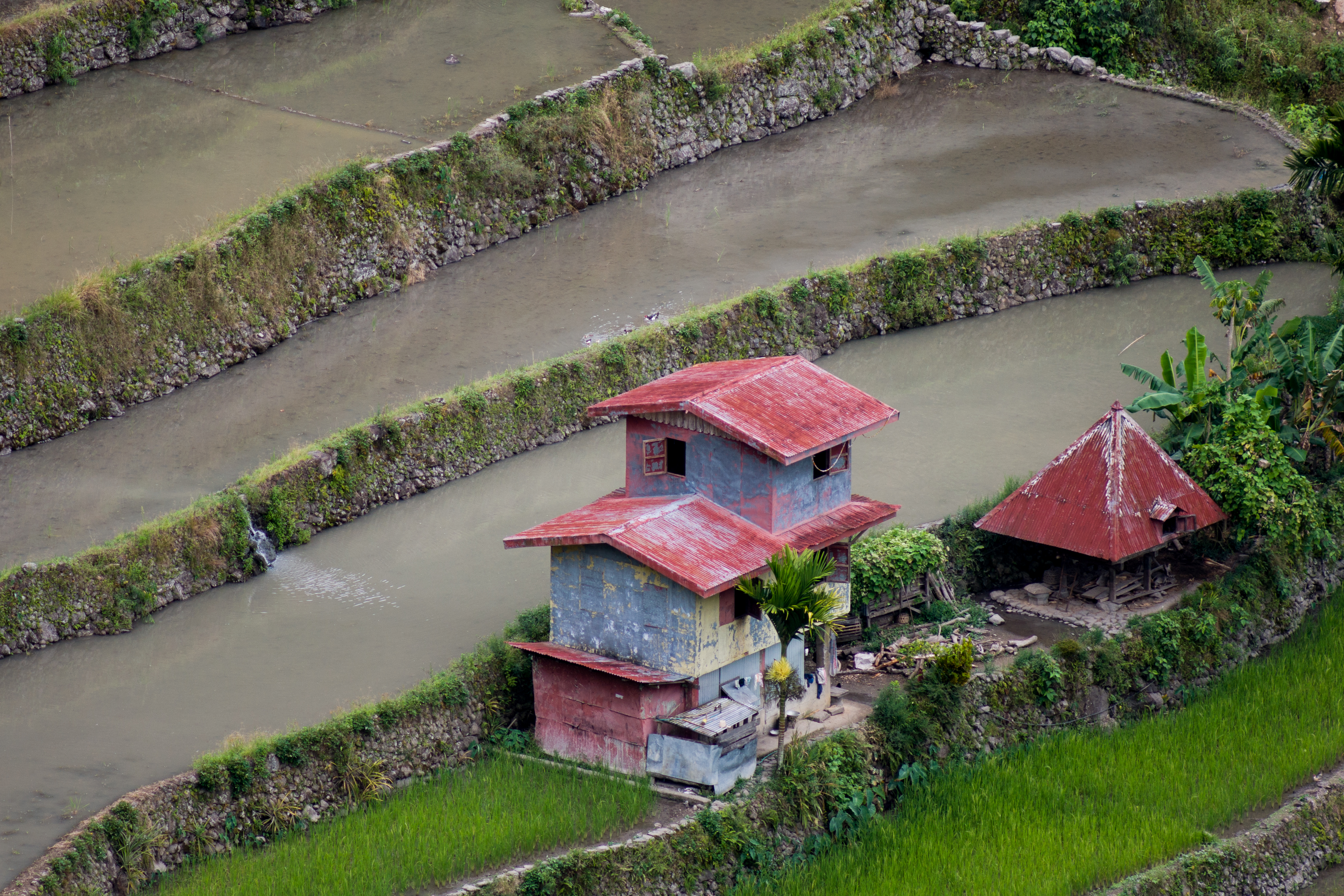
Традиційний сільський будинок у Банауе[en], Філіппіни
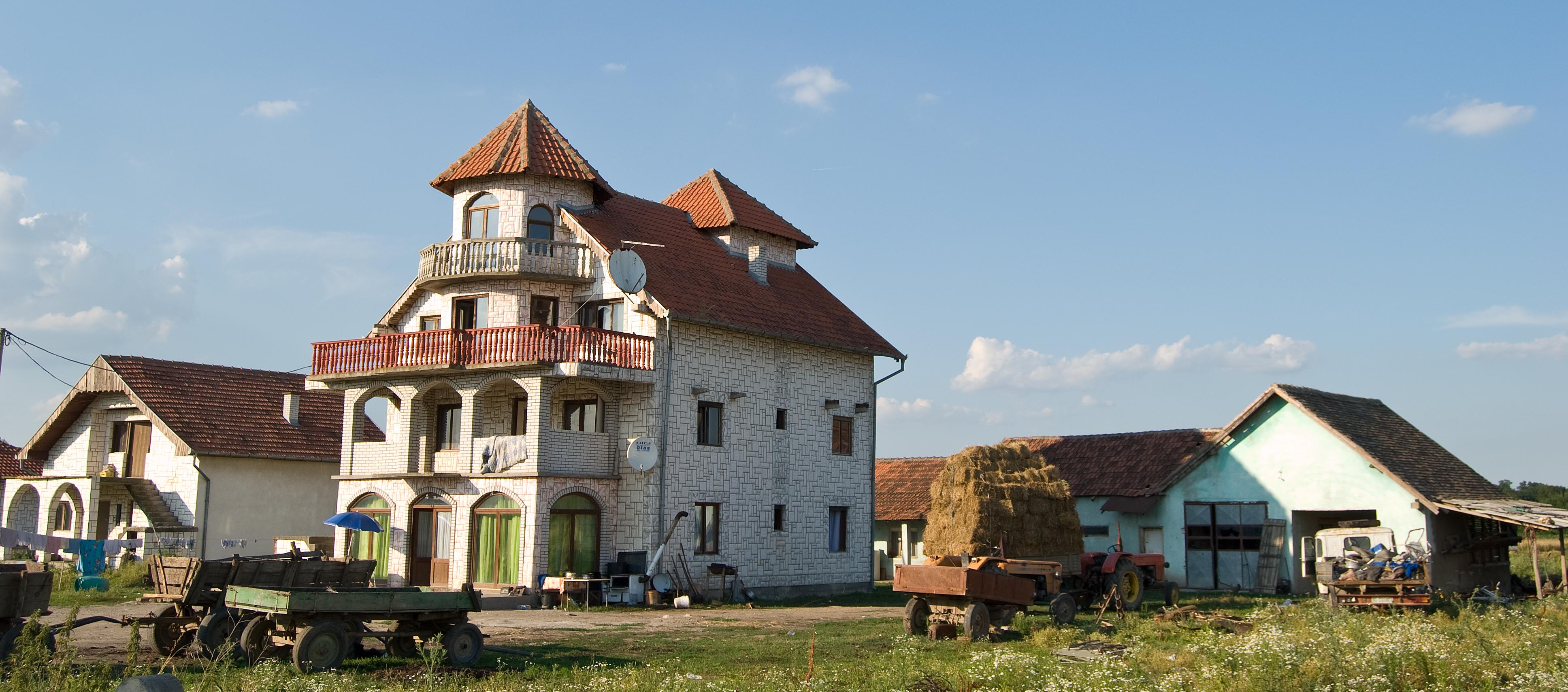
Будинок в Бргуле, Сербія
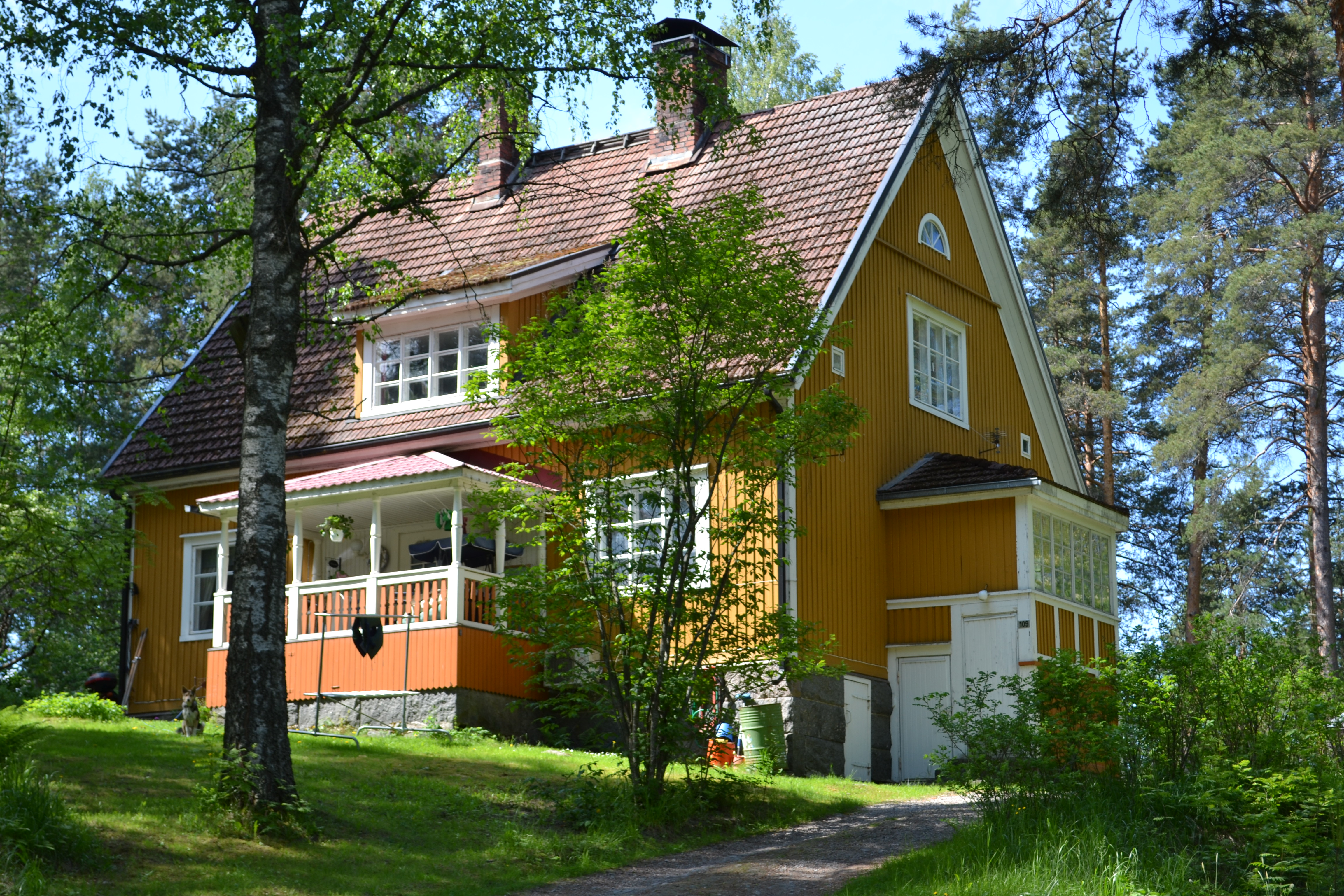
Традиційний фінський будинок початку 20 століття в Ювяскюля
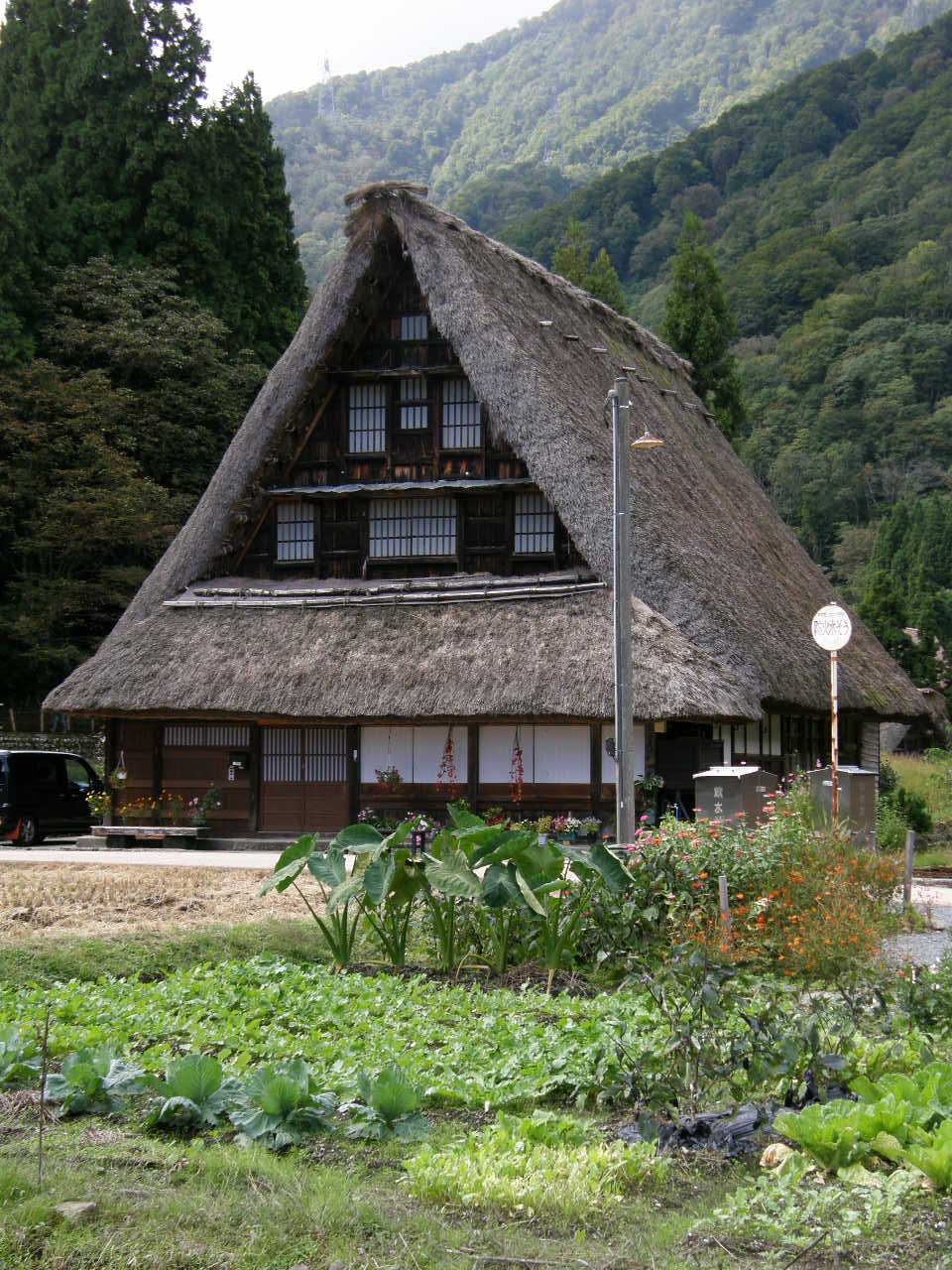
Традиційний будинок в Японії
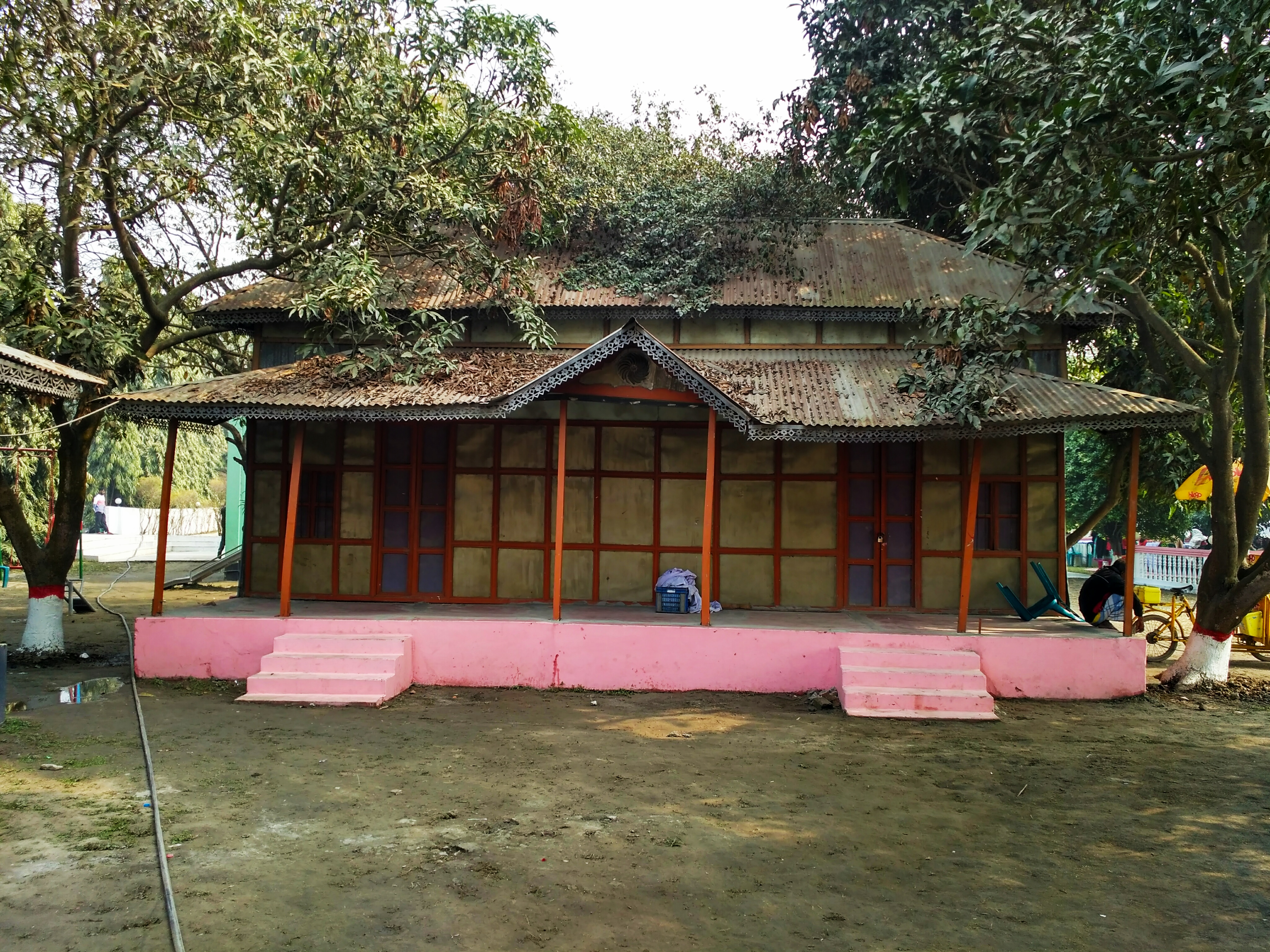
Традиційний двоповерховий жерстяний сарай в Бангладеш
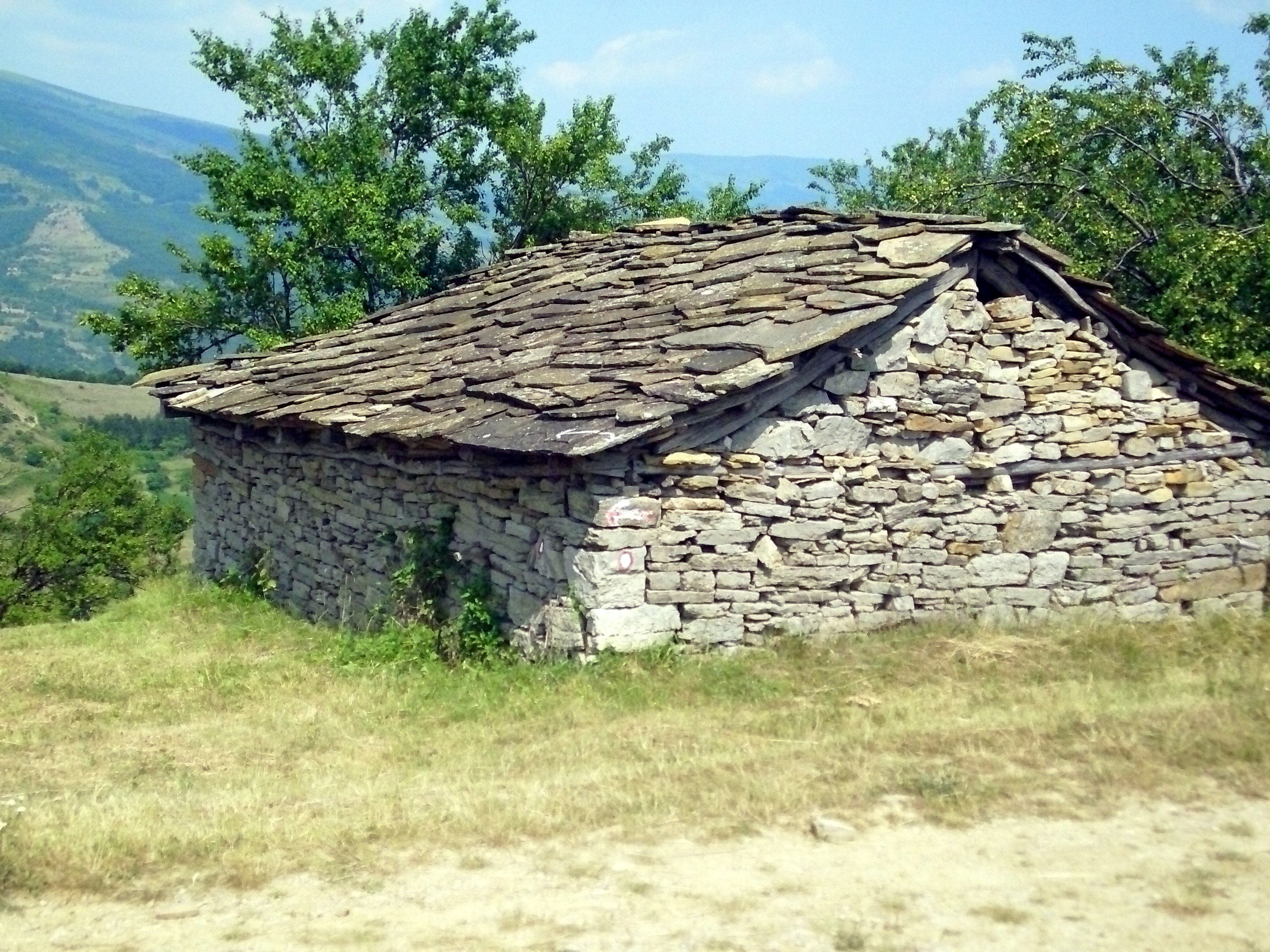
Традиційний кам'яний будинок в Сербії
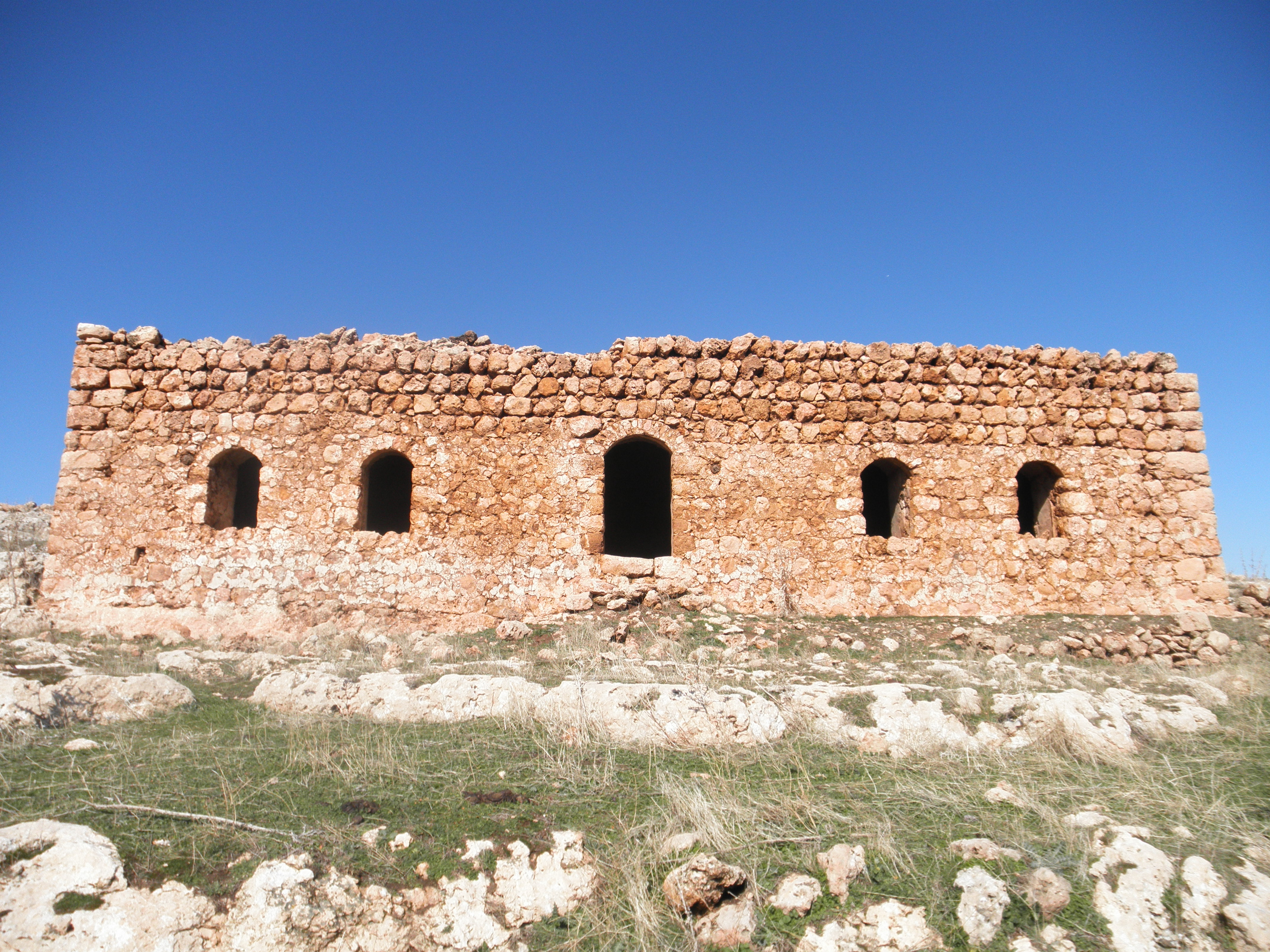
Традиційний курдський кам'яний будинок
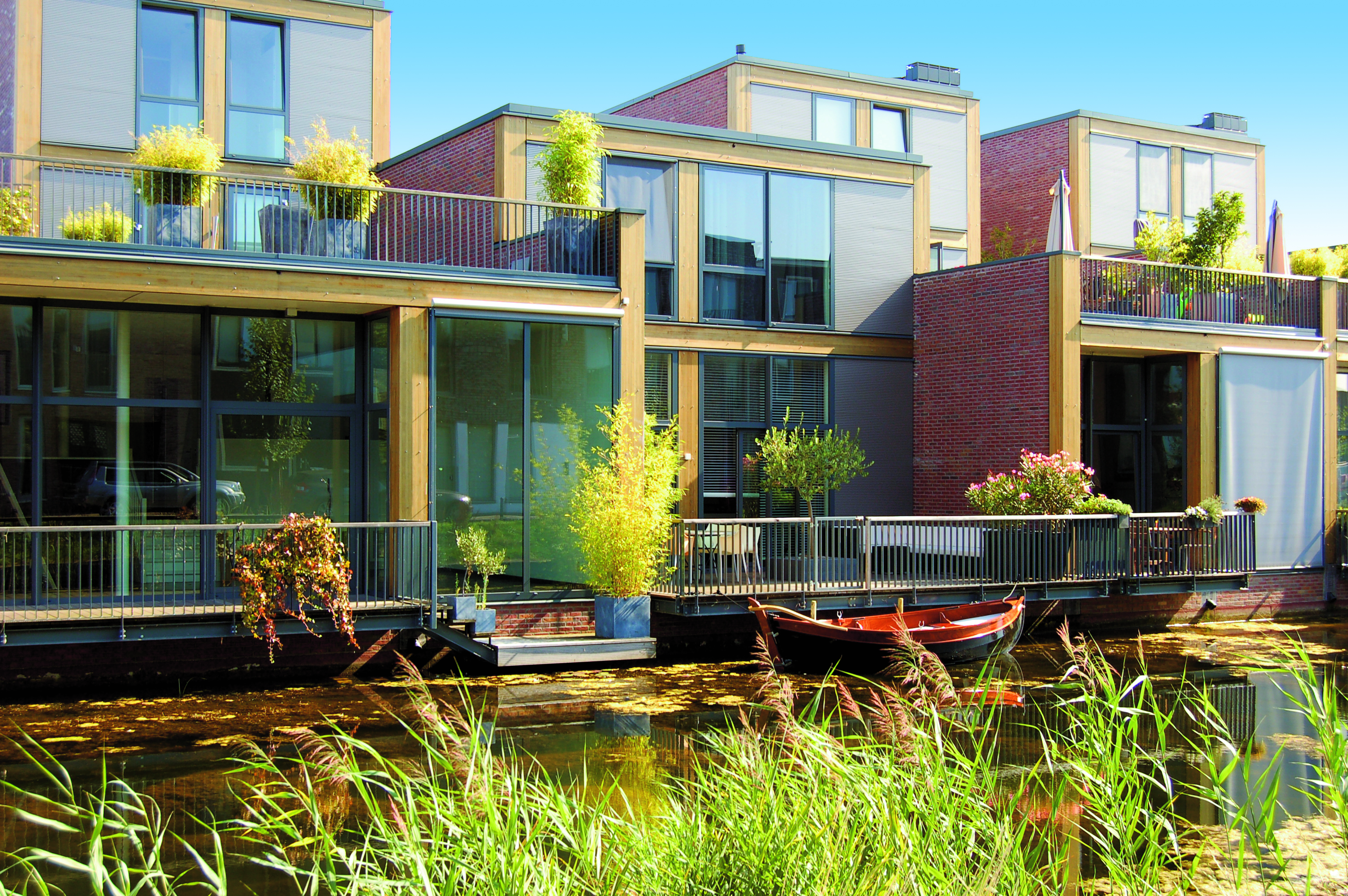
Енергоефективні будинки в Амерсфорті, Нідерланди
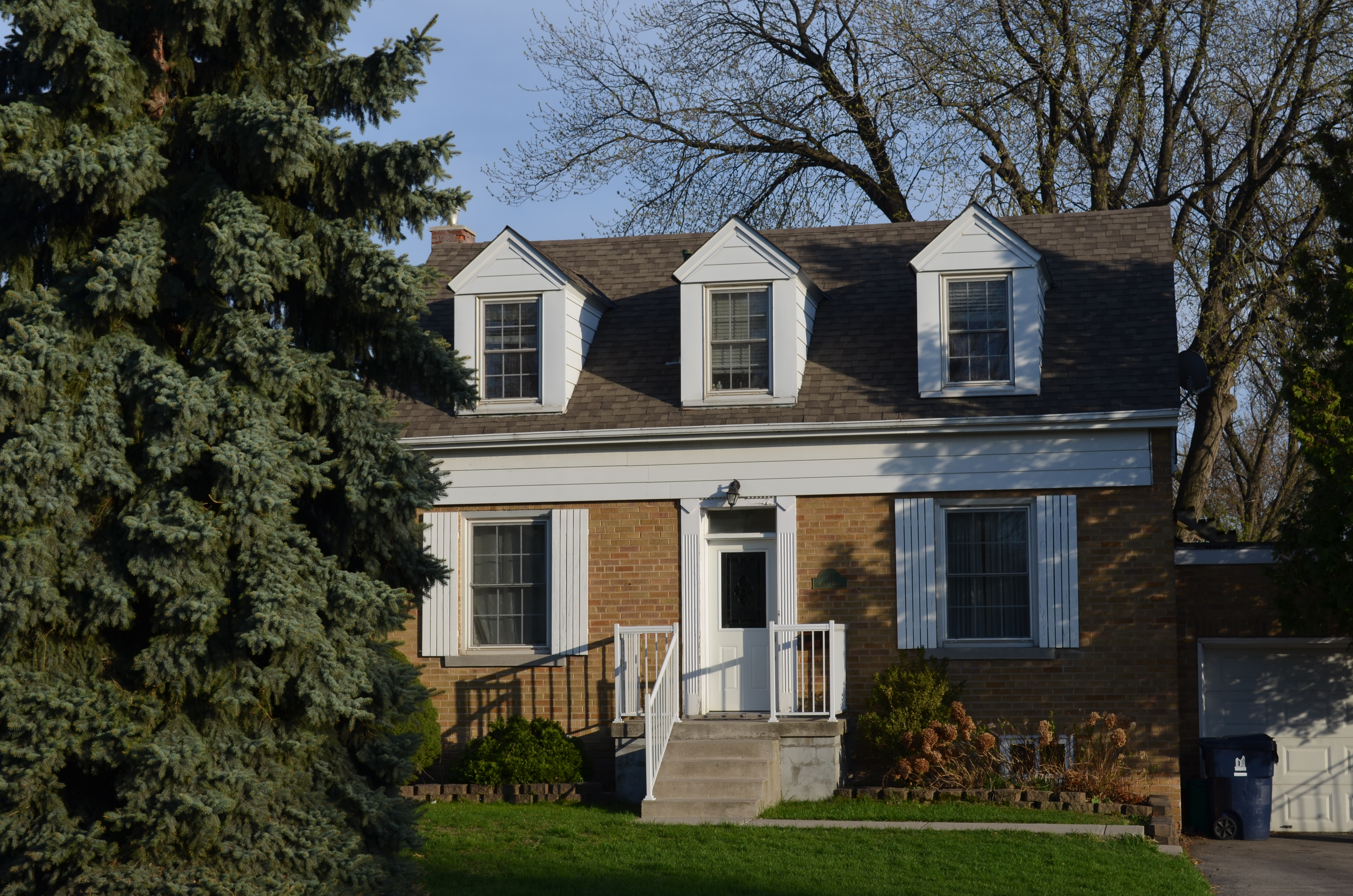
Будинок в Онтаріо, Канада
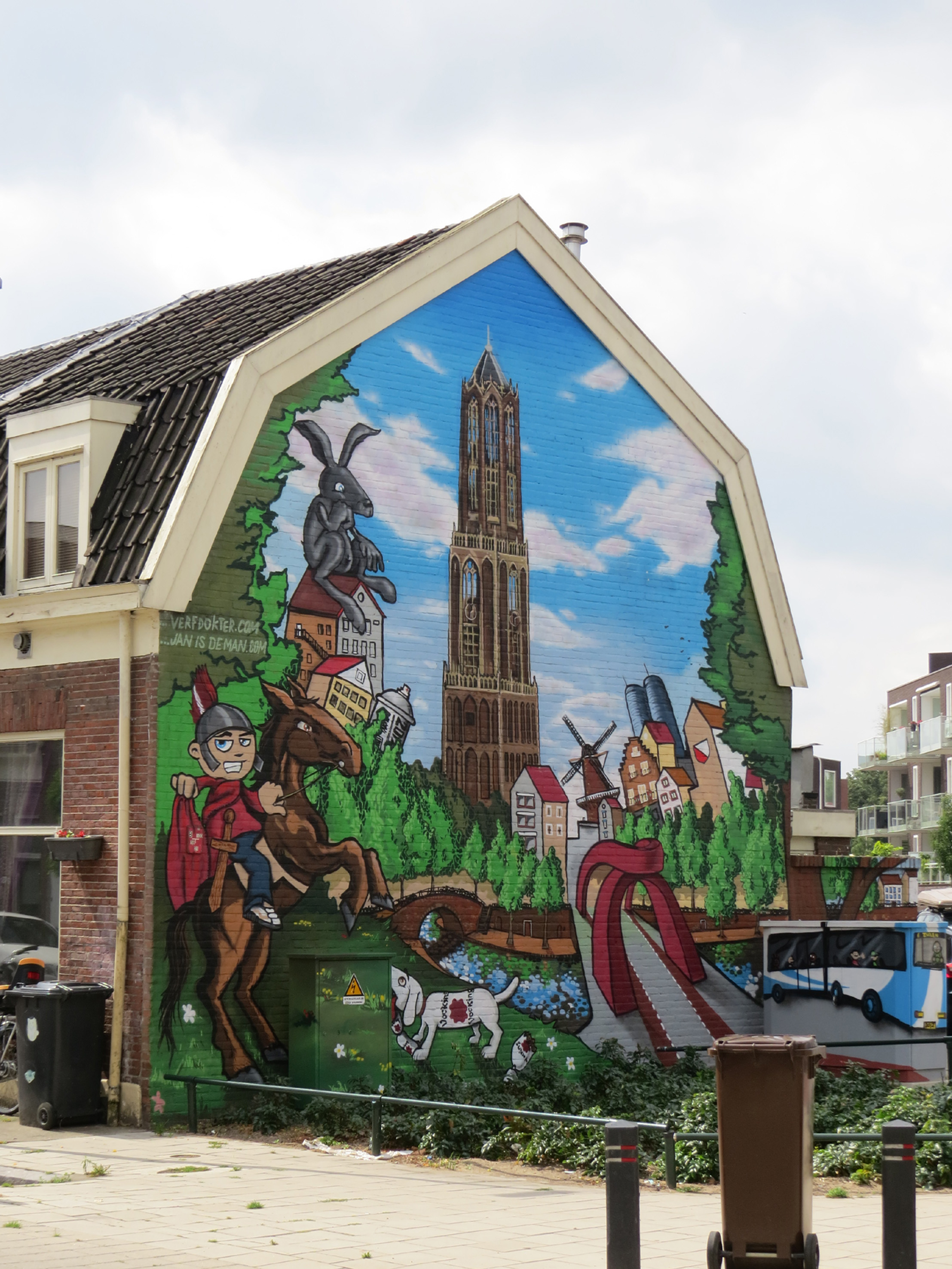
Прикрашений будинок в Утрехті, Нідерланди
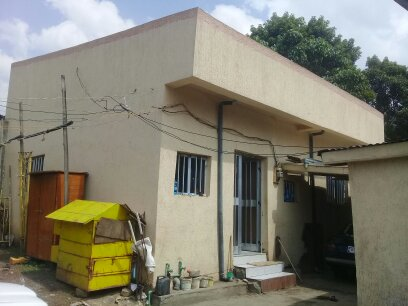
Окремий житловий будинок в Аддис-Абебі, Ефіопія
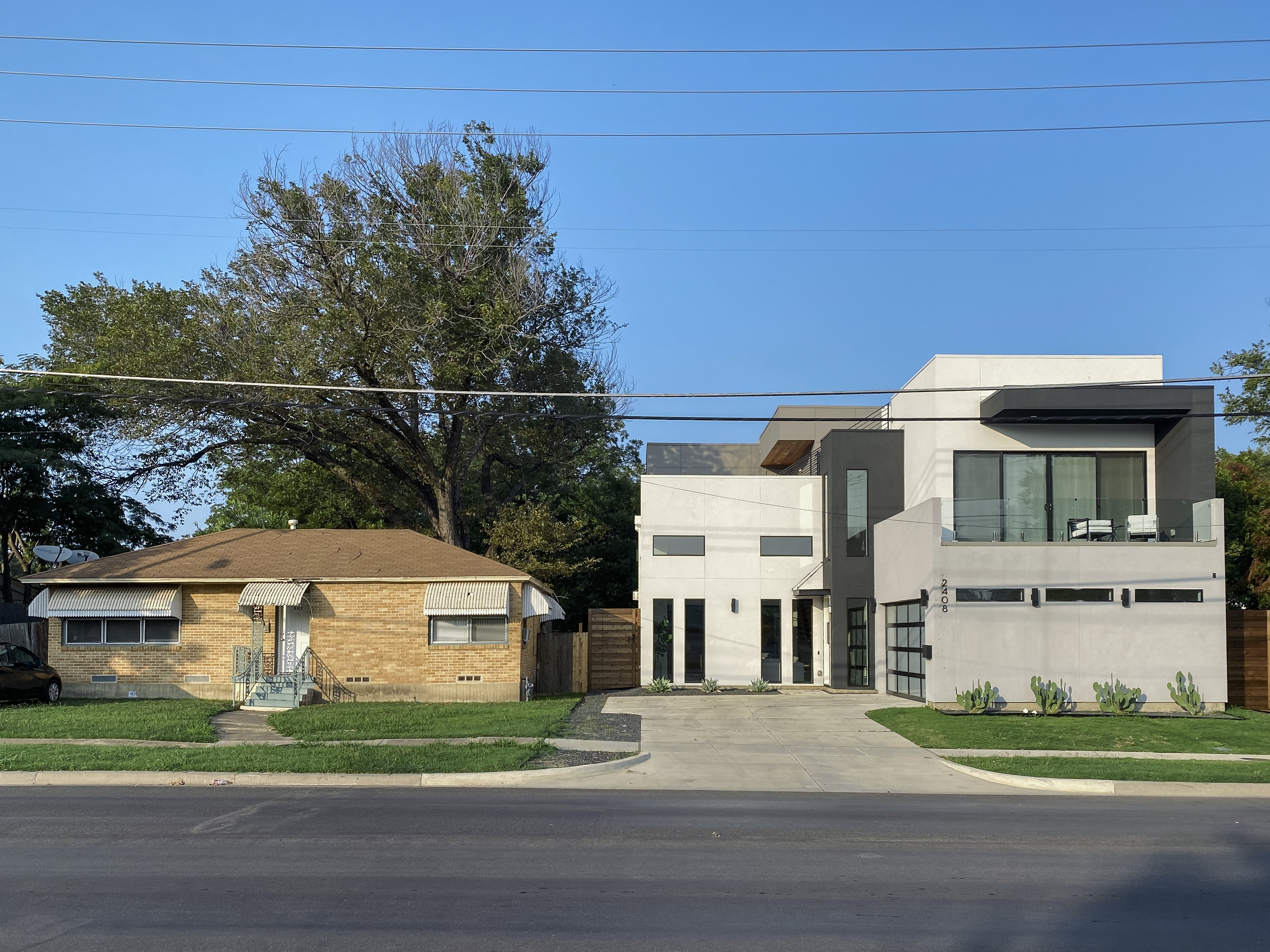
Старі та нові будинки поруч у Далласі
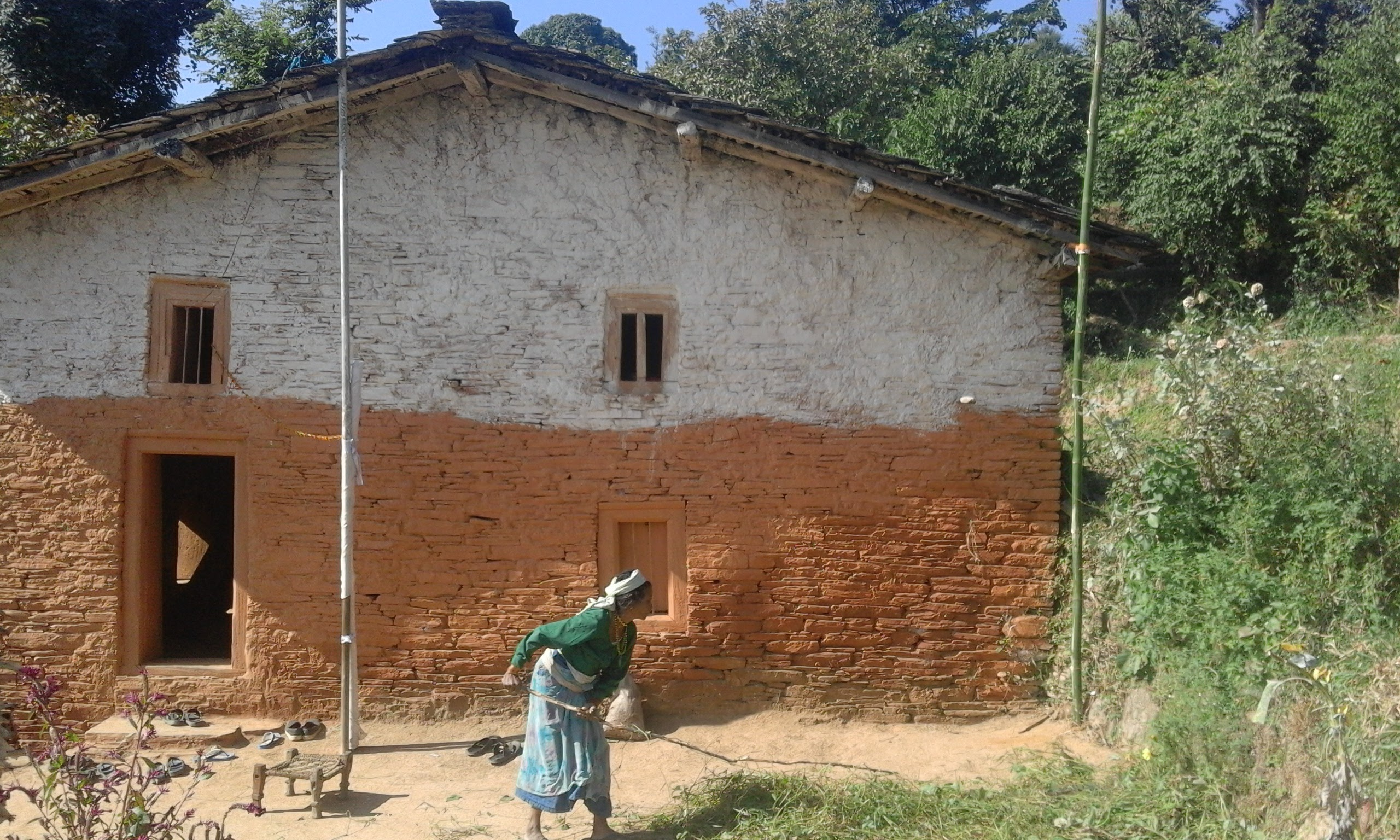
Традиційний будинок у районі Дарчула[en], Непал
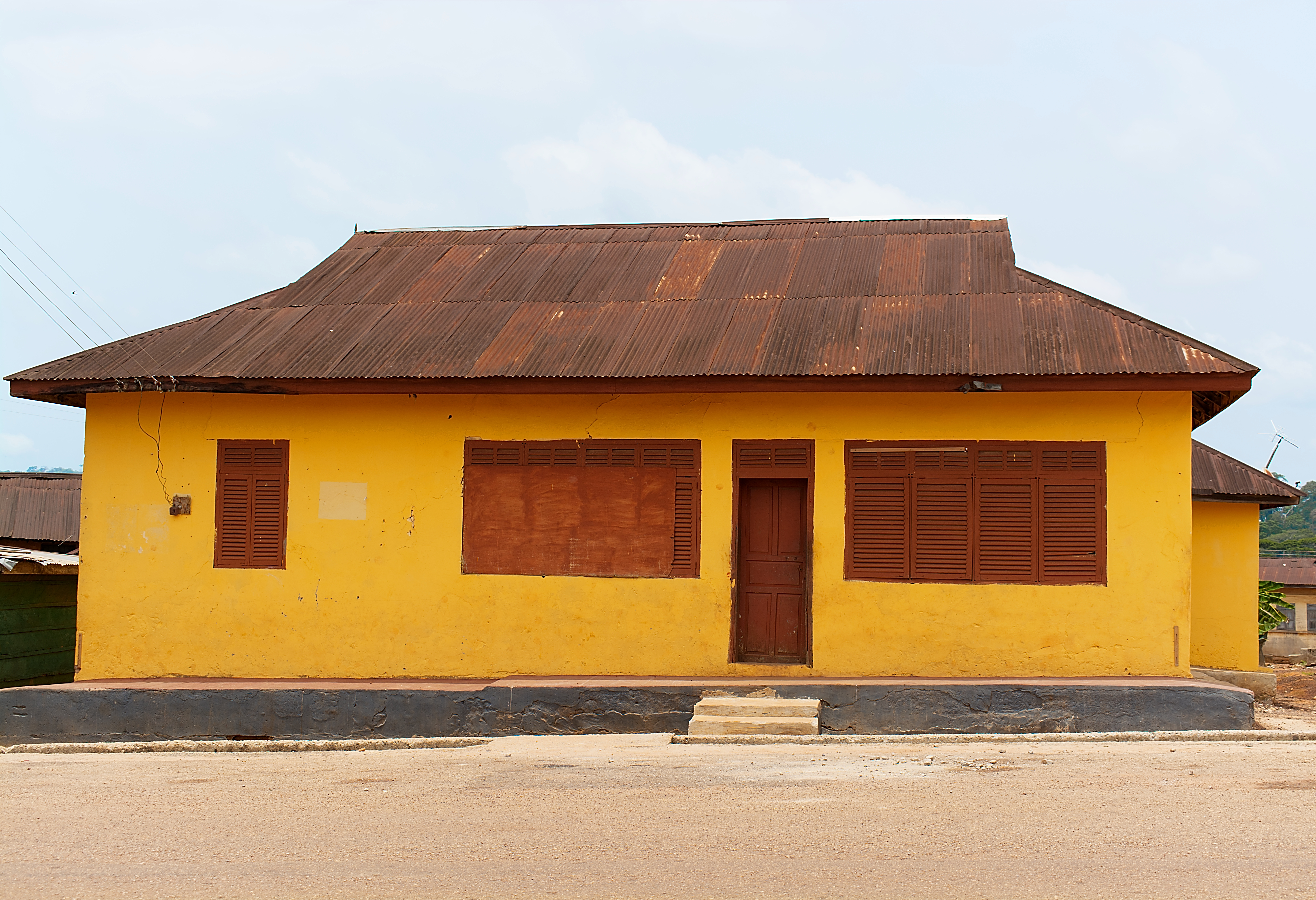
Стандартний будинок в Гані